# 4-й Алабамский пехотный полк
4-й Алабамский пехотный полк (англ. 4th Regiment Alabama Infantry) — представлял собой один из пехотных полков армии Конфедерации во время Гражданской войны в США. Полк был сформирован в Далтоне (Алабама) 2 мая 1861 года. Он прошёл все сражения гражданской войны на востоке от первого сражения при Булл-Ран до капитуляции при Аппоматтоксе, а также был задействован на Западе в сражении при Чикамоге и осаде Ноксвилла. Полк известен в основном своим активным участием в сражении за Литл-Раунд-Топ под Геттисбергом.

## Формирование
Роты полка были приняты на службы армию Конфедерации 25 — 28 апреля 1961 года. 2 мая капитан роты Huntsville Guards, Эгберт Джонс, стал полковником и возглавил полк. В тот же день был назначен майором Чарльз Скотт. 5 мая полк прибыл в вирджинский Линчберг, где 7 мая был принят на службу в армию Конфедерации сроком на 1 год. Вечером 10 мая полк отбыл в Шарлоттсвилл, оттуда 11 мая отправился к Манассасу и прибыл туда 12 мая в 12:00. Оттуда полк направили в Страстберг, затем в Винчестер, а 14 мая полк прибыл в Чарльстаун.
17 июня 1861 года полк был включён в состав 2-й бригады (Френсиса Бэртоу) армии Шенандоа. 26 июня полк был переведён в 30-ю бригаду (Бенарда Би), которая в то время стояла на высотах около Винчестера.

## Боевой путь
21 июля 1861 бригада генерала Би участвовала в первом сражении при Булл-Ран. В этом бою было убито 39 человек, ранено 207 человек (в том числе полковник Джонс). В ходе сражения генерал Би был ранен перед фронтом 4-го Алабамского и командование бригадой перешло к Уильяму Уайтингу.
3 сентября полковник Джонс умер от раны, полученной при Булл-Ран. 8 ноября Томас Голдсби (рота А) был повышен до звания подполковника.
В январе 1862 года рядовые полка перезаписались на трехлетний срок службы. Командиром полка стал полковник Эвандер Лоу. В апреле подполковник Голдсби подал в отставку, а 2 мая майор Оуэн Маклемор (выпускник Вест-Пойнта 1856 года) был переведен из 14-го Алабамского пехотного полка и получил звание подполковника 4-го Алабамского. В том же мае Уайтинг возглавил дивизию, Лоу стал командиром бригады, а полк возглавил Маклемор.
31 мая полк участвовал в сражении при Севен-Пайнс, где 8 человек было убито и 19 ранено. 15 июня дивизия Уайтинга была отправлена в долину Шенандоа на усиление армии Томаса Джексона. Она вернулась под Ричмонд 27 июня и участвовала в сражении при Гейнс-Милл, где было потеряно 23 человека убитыми, 107 ранено, в их числе подполковник Маклемор.
1 июля полк участвовал в сражении при Малверн-Хилл, где 2 человека было убито и 13 ранено.
29 - 30 августа полк участвовал во втором сражении при Булл-Ран, где было убито 20 человек и ранено 43. После этого полк участвовал в Мерилендской кампании и 15 сентября сражался у Южной Горы, где погиб подполковник Маклемор. Командоване принял капитан Лоуренс Скраггс. Армия отступила от Южных Гор к Шарпсбергу и заняла позиции у реки Энтитем-Крик. Веером 16 сентября бригада Лоу заняла позицию у церкви Данкер-Чеч для поддержки бригады Уоффорда. В 22:00 бригаду сменила бригада Тримбла. На следующий день (17 сентября) бригада сменила бригаду Тримбла около 07:00 и, во время сражения при Энтитеме, участвовала в отражении наступления дивизии Джеймса Рикеттса. Бригада была отправлена на Кукурузное поле и развёрнута в линию правее Техасской бригады Уоффорда. Алабамцы атаковали противника на кукурузном поле и отбросили его на северную окраину поля, при этом 21-й Джорджианский полк прикрывал их правый фланг. Однако затем в наступление пошёл XII федеральный корпус, а у бригады Лоу кончились боеприпасы, поэтому она отошла в тыл для переформирования и более не вступала в бой. В этом бою 4-й Алабамский потерял 8 человек убитыми и 42 ранеными, в и числе капитана Скраггса. Командование полком принял капитан Уильям Роббинс.
30 сентября подполковник Маклемор умер в Винчестере от ранений. Майор Пинкни Боулс стал подполковником, а капитан Лоуренс Хьюстон (рота I) стал майором. 3 октября Боулс получил звание полковника, майор Скраггс стал подполковником, а капитан Томас Кольмен (рота D) стал майором.
14 ноября в полку была проведена инспекция которая показала: оружие разных типов содержится в порядке, 50 человек нуждаются в одежде и обуви, двое полностью босы, лагерь содержится в порядке.
13 декабря во время сражения при Фредериксберге полк потерял 5 человек убитыми и 17 ранеными.
19 января специальным приказом генерала Ли №19 4-й Алабамский был переведен в бригаду Эвандера Лоу в составе дивизии Джона Худа. 11 апреля - 6 мая полк участвовал в осаде Саффолка. В июне началась Геттисбергская кампания, в ходе которой полком командовал подполковник Лоуренс Скраггс. Полк сражался под Геттисбергом 2 июля, на второй день сражения. Он участвовал в наступлении на высоту Литл-Раунд-Топ, где атаковал 83-й Пенсильванский и правый фланг 20-го Мэнского полка. На следующий день, 3 июля, полк занимал позицию на западном склоне Биг-Раунд-Топ. В 17:00 он участвовал в отражении кавалерийской атаки Элона Фарнсворта. 5 июля в 17:00 полк начал отступать у Хагерстауну. В ходе сражения полк потерял 15 человек убитыми и 72 ранеными.
В августе дивизия Худа была переброшена на запад и 20 сентября участвовала в сражении при Чикамоге. В этом бою подполконик Скраггс был ранен, майор Томас Кольман смертельно ранен, 13 человек убито и 53 человека ранено (из 300 задействованных). 3 октября майор Кольман умер в Мариетте от ран, полученных при Чикамоге.
17 ноября - 4 декабря 1863 года полк участвовал в осаде Ноксвилла, где потерял 5 человек убитыми и 24 ранеными.
В апреле 1864 года дивизия вернулась на восток и 5-7 мая участвовала в сражении в Глуши, насчитывая 250 человек к началу сражения. В бою погибло 15 человек, ранены были майор Уильям Роббинс, три капитана и 55 рядовых. 
8 - 12 мая полк сражался при Спотсильвейни, потеряв 4 человек убитыми и 11 ранеными.
30 мая - 12 июня полк сражался при Колд-Харбор. 3 июня полковник Боулс возглавил бригаду, передав полк подполковнику Страггсу.
Во время осады Питерсберга полк потерял 10 человек убитыми и 30 ранеными. После сдачи Питерсберга полк отступал к Аппоматтоксу и 9 апреля капитулировал вместе с всей армией. На момент капитуляции в полку оставался 21 офицер и 202 рядовых. Командовал полком в это время подполковник Страггс.